# Hypocrea
Гіпокрея (Hypocrea) — рід грибів родини Hypocreaceae. Назва вперше опублікована 1825 року.
Поширений рід, який росте на гнилій деревині. В Україні зростають Гіпокрея желатинозна (Hypocrea gelatinosa), Гіпокрея білонога (Hypocrea leucopus).

## Галерея

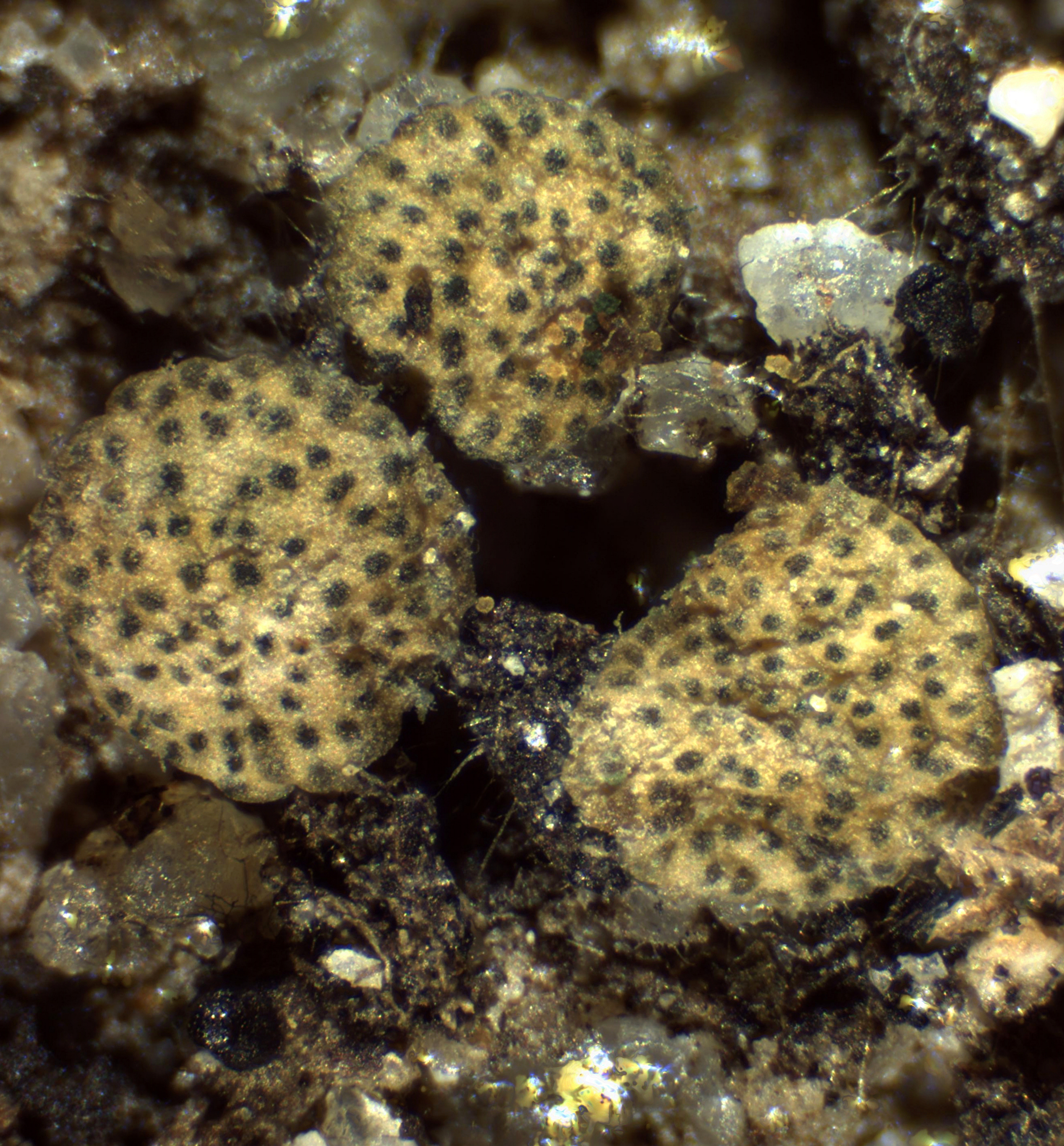
Hypocrea gelatinosa
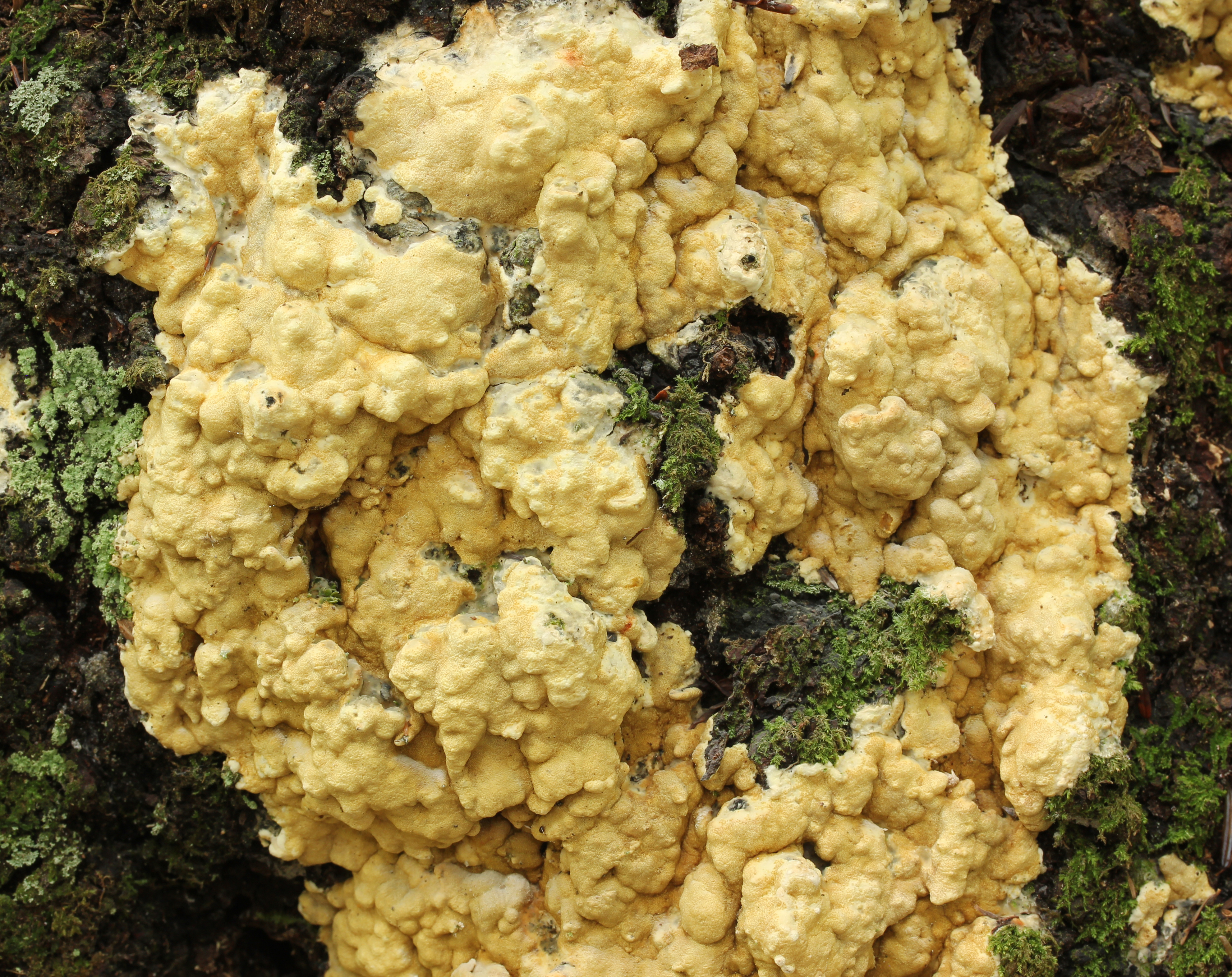
Hypocrea sulphurea
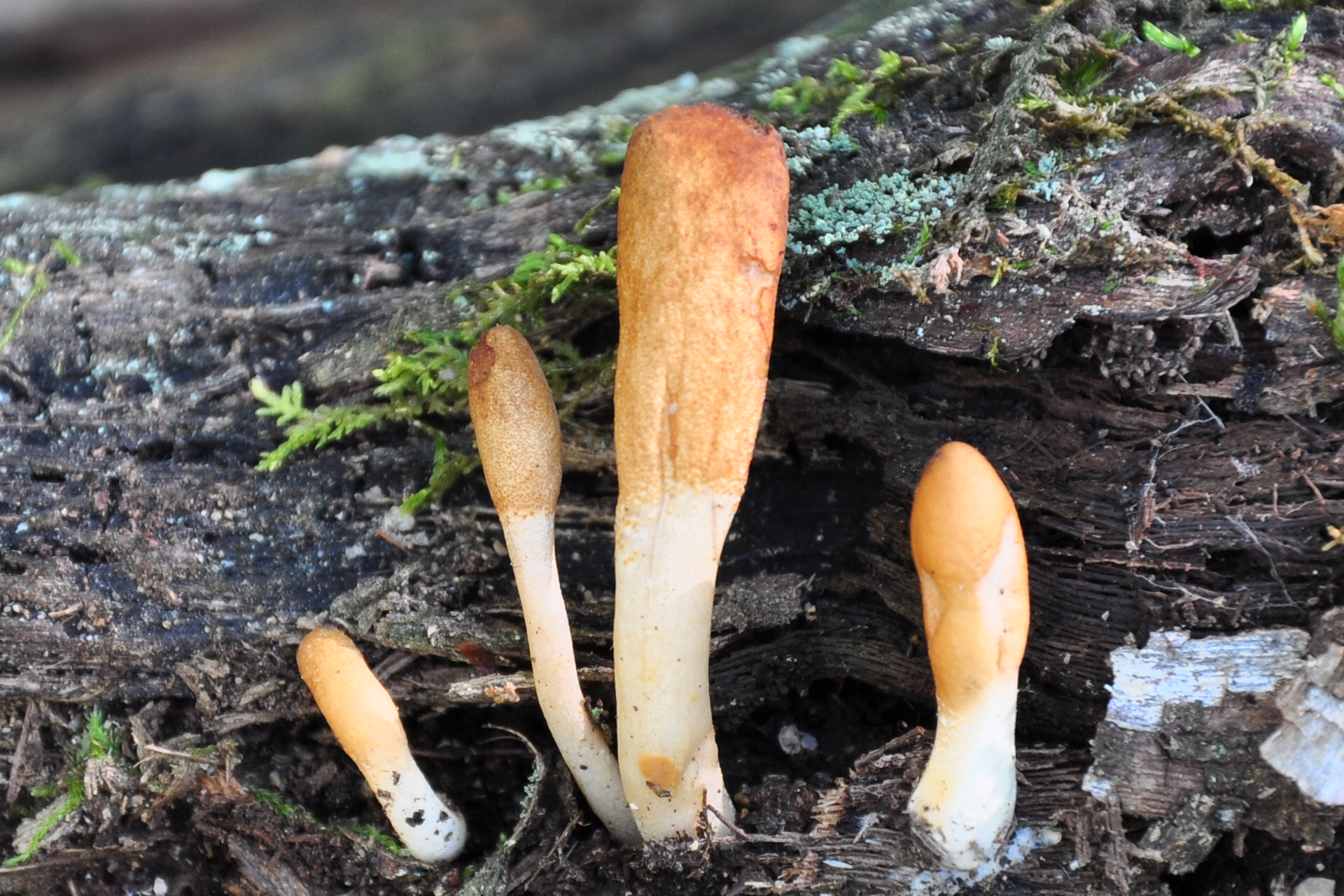
Hypocrea alutacea
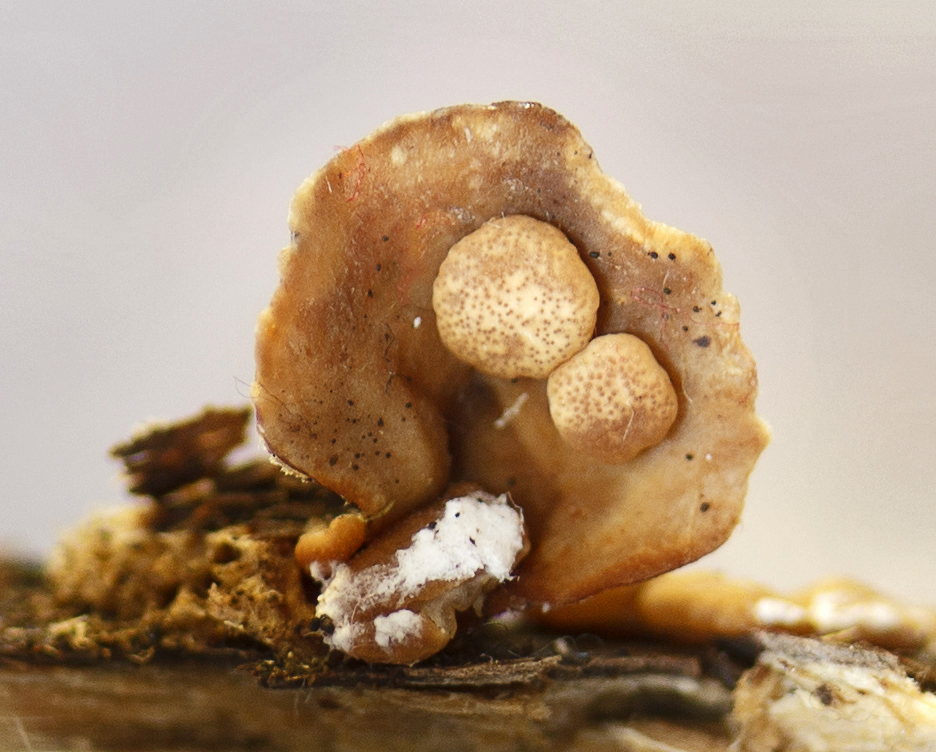
Hypocrea pulvinata